# Anywhere Away from Here
Anywhere Away from Here è un singolo del cantautore britannico Rag'n'Bone Man e la cantautrice statunitense Pink, estratto dal secondo album del cantautore Life by Misadventure, pubblicato il 9 aprile 2021.

## Descrizione
A proposito della canzone, Rag'n'Bone Man ha dichiarato:

Pink ha raccontato l'incontro con Rag'n'Bone Man in Europa nel 2017, dopo aver ascoltato per la prima volta il suo singolo del 2016 Human:

## Tracce
Testi e musiche di Ben Jackson-Cook, Dan Priddy, Mark Crew, Rory Graham, Simon Aldred.
1. Anywhere Away from Here – 3:59

## Classifiche
| Classifica (2021) | Posizione massima |
| ----------------- | ----------------- |
| Australia         | 43                |
| Belgio (Fiandre)  | 73                |
| Canada            | 88                |
| Croazia           | 18                |
| Irlanda           | 44                |
| Regno Unito       | 9                 |
| Svizzera          | 56                |